# Gran Premi d'Espanya de Motocròs 250cc 1964
L'edició de 1964 del Gran Premi d'Espanya de Motocròs 250cc fou la 3a d'aquesta prova. Organitzat per la Penya Motorista 10 x Hora, el Gran Premi era la primera prova del Campionat del Món d'aquell any i tingué lloc el cap de setmana del 4 i 5 d'abril al Circuit de Santa Rosa, a Santa Coloma de Gramenet. Hi participaren 32 pilots de 14 països diferents (quatre dels quals catalans) i hi assistiren 20.000 espectadors.
Fou la primera edició del Gran Premi celebrada a Santa Coloma de Gramenet, després de les dues primeres que havia organitzat el Moto Club Ruta a l'antic Circuit de Pedralbes.

## Curses
Font:

### Primera mànega
| Posició | Pilot           | Motocicleta       |
| ------- | --------------- | ----------------- |
| 1       | Torsten Hallman | Husqvarna         |
| 2       | Don Rickman     | Métisse (Bultaco) |
| 3       | Dave Bickers    | Greeves           |
| 4       | Olle Pettersson | Husqvarna         |
| 5       | John Griffith   | Greeves           |
| 6       | Karel Pilar     | ČZ                |
| 7       | Jan Johansson   | Lindström         |
| 8       | Cennet Loof     | Husqvarna         |
| 9       | Aarno Erola     | Montesa           |
| 10      | Hanspeter Lutz  | BSA               |

### Segona mànega
| Posició | Pilot           | Motocicleta       |
| ------- | --------------- | ----------------- |
| 1       | Torsten Hallman | Husqvarna         |
| 2       | Don Rickman     | Métisse (Bultaco) |
| 3       | Vlastimil Valek | ČZ                |
| 4       | John Griffith   | Greeves           |
| 5       | Karel Pilar     | CZ                |
| 6       | Olle Pettersson | Husqvarna         |
| 7       | Dave Bickers    | Greeves           |
| 8       | Joël Robert     | CZ                |
| 9       | Aarno Erola     | Montesa           |
| 10      | Cennet Loof     | Husqvarna         |

## Classificació final
| Posició | Pilot           | Motocicleta       | 1a Mànega | 2a Mànega | Punts |
| ------- | --------------- | ----------------- | --------- | --------- | ----- |
| 1       | Torsten Hallman | Husqvarna         | 1r        | 1r        | 2     |
| 2       | Don Rickman     | Métisse (Bultaco) | 2n        | 2n        | 4     |
| 3       | John Griffith   | Greeves           | 5è        | 4t        | 9     |
| 4       | Dave Bickers    | Greeves           | 3r        | 7è        | 10    |
| 5       | Olle Pettersson | Husqvarna         | 4t        | 6è        | 10    |
| 6       | Karel Pilar     | ČZ                | 6è        | 5è        | 11    |
| 7       | Aarno Erola     | Montesa           | 9è        | 9è        | 18    |
| 8       | Cennet Loof     | Husqvarna         | 8è        | 10è       | 18    |
| 9       | Joël Robert     | CZ                | 11è       | 8è        | 19    |
| 10      | Hanspeter Lutz  | BSA               | 10è       | 11è       | 21    |